# Стариковский сельский совет (Глуховский район)
Стариковский сельский совет (укр. Стариківська сільська рада) — входит в состав
Глуховского района
Сумской области
Украины.
Административный центр сельского совета находится в 
с. Стариково
.

## Населённые пункты совета
- с. Стариково